# Mięsień mostkowo-tarczowy

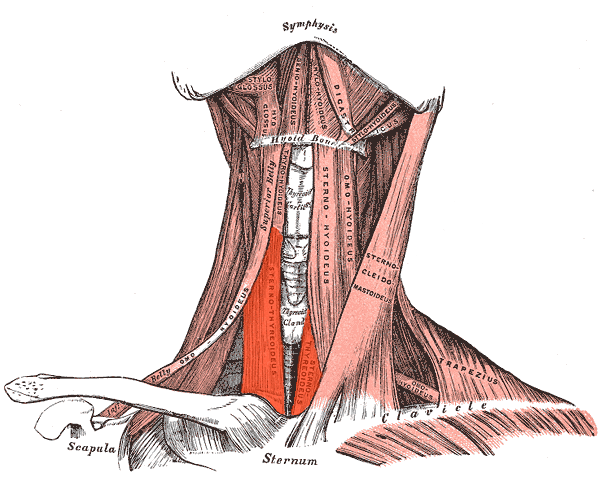
Mięsień mostkowo-tarczowy

Mięsień mostkowo-tarczowy (łac. musculus sternothyroideus) – w anatomii człowieka bardzo cienki, płaski, podłużnie czworoboczny mięsień szyi, zaliczany do grupy mięśni podgnykowych. Jego przyczepy stanowią u dołu rękojeść mostka i pierwsza chrząstka żebrowa, a u góry kresa skośna chrząstki tarczowatej krtani. Podobnie jak mięsień tarczowo-gnykowy leży do tyłu od mięśnia mostkowo-gnykowego.
Unaczyniony jest od tętnic tarczowych: dolnej i górnej, unerwiony poprzez pętlę szyjną.
Obniża chrząstkę tarczowatą krtani, może pełnić rolę pomocniczego mięśnia wdechowego.